# 雙十暴動
雙十暴動是1956年10月10至12日間在英屬香港九龍及荃灣等地發生的一次騷亂，事件的導火線是因為徙置事務處職員在10月10日（即中華民國國慶）移除懸掛在李鄭屋徙置區的中華民國國旗和大型「雙十」徽牌而引起。事件釀成約60人喪生，逾300人受傷，是香港史上死亡人數最高的騷亂暴動事件。
双十暴動源於徙置事務處職員在10月10日中華民國國慶移除懸掛在李鄭屋徙置區的中華民國國旗和大型「雙十」徽牌。事件由罷工、示威開始，在14K及和安樂等三合会參與下迅速演变为严重暴力活動，親國民黨和親共產黨的人士發生激烈衝突。在本次事件中，右派工會和三合會封路售賣青天白日滿地紅旗。在此事件中，瑞士駐港領事館副領事兼參贊恩斯特及其夫人的座車被暴徒推翻並焚燒，造成恩斯特重傷、其夫人死亡。
雙十暴動是香港歷史上最多人死亡的暴動，當中很多死者死於兩派人士之間的毆鬥、械鬥和縱火。在雙十暴動中，香港警察和駐港英軍多次出動鎮壓暴動，作出驅散和搜捕行動。暴動釀成59人死亡，死亡人數高於1967年的六七暴動，另有443人受傷，6,000多人被警方拘捕。

## 事件背景

### 遠因
1949年，中國大陸的政權易手之後，有大量原來傾向中華民國之人員逃難到香港。每年10月10日時值中華民國國慶（又稱「雙十節」），他們聚居之地方皆會掛上大量中華民國國旗，數量甚多，旗海飄揚。
1951年11月21日，九龍城東頭村木屋區發生大火，一萬多人無家可歸。
1952年，中華人民共和國成立兩年之际，廣州市人民政府預計派出一隊粵穗慰問團在1952年3月1日來慰問香港災民，港督葛量洪擔心他們會宣傳反殖民地思想造成局勢動盪而拒絕，史稱粵穗慰問團事件。
1956年，中共領導人毛澤東提出了「百花齊放，百家爭鳴」，放寬言禁，一時間中國大陸的局勢似乎平定下來。於是不少港人要求港府重開關卡，讓逃港難民返回大陸的原居地，並指離開香港的人定必比進入香港的人多。有見及此，葛量洪決定在1956年2月重開關卡。根據統計，在1950年年中香港的人口約為240萬人的水準，全港大約每三人就有一人是來自中國大陸的難民。但是結果與預期相反，重開關卡反而再度吸引大量中國大陸民眾蜂擁到港，葛量洪遂在同年9月宣佈關閉關卡。光是在開放關卡的短短7個月的當中，港府就錄得有60,000人進入香港而沒有返回中國大陸。

### 近因
1956年10月3日，港英政府市政衛生局徙置事務委員會舉行內部會議，規定不得在徙置區的樓宇牆壁張貼旗幟或裝飾物，但不反對懸掛旗幟。

## 事件經過

### 10月9日
當天在寶星紗廠宿舍發生拆旗事件，該廠主管曾經命令右派工人移除宿舍內的青天白日滿地紅旗，右派工人認為廠方干涉他們慶祝雙十國慶，於是在10月10日至11日在華興學校舉行會議決定抗爭。

### 10月10日

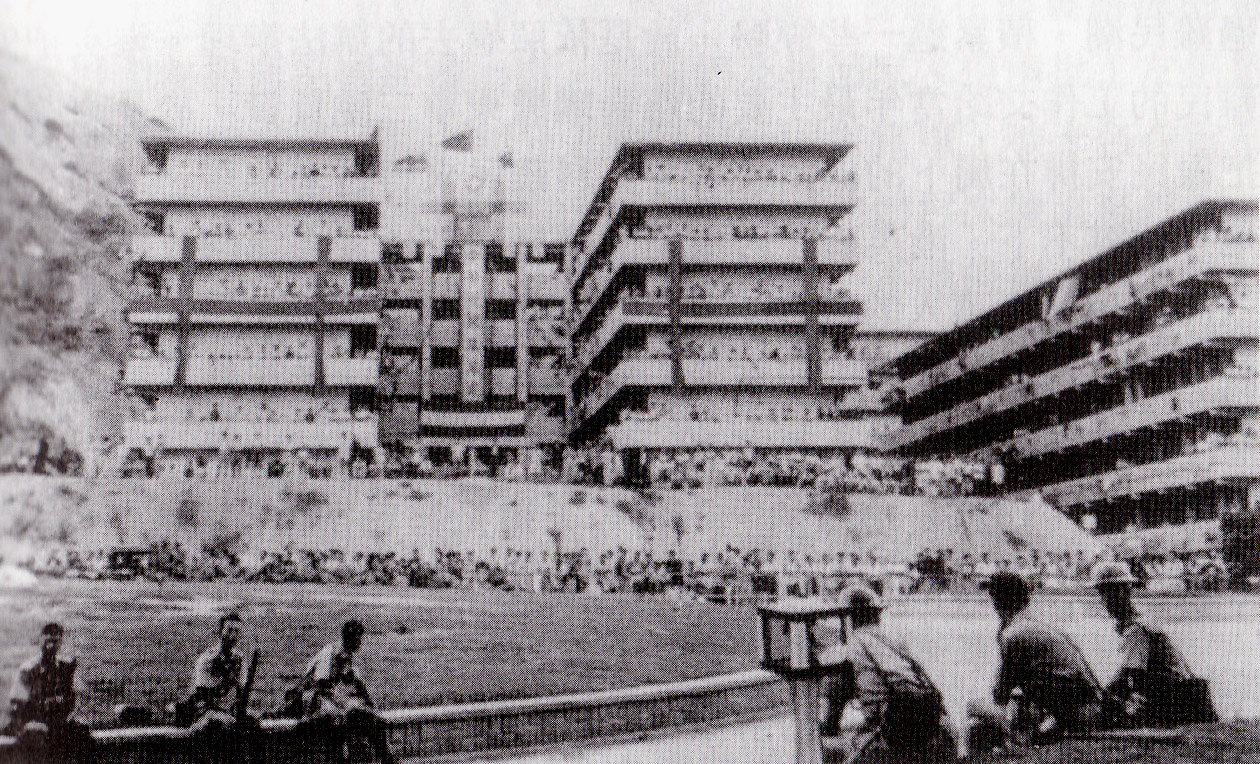
警方防暴隊在石硤尾徙置區與群眾對峙，H座（現美荷樓）外牆懸掛的大型「雙十」徽牌清晰可見

10月10日上午9時，兩名徙置事務處（房屋署前身）的職員撕去張貼在李鄭屋徙置區G座6樓的青天白日滿地紅旗，並於10時30分拆除懸掛大廈外牆的大型「雙十」徽牌。有居民發現後，數百名群眾於上午11時包圍徙置區辦事處，兩名職員一度重貼旗幟以息公憤，奉召到場的警員在勸阻民眾後離開。未幾，因發現旗幟被再次撕去，人群再次聚集，到下午1點左右已達2,000人，群眾其後向警方提出三項要求，包括要求香港政府送出一串十萬發的鞭炮；在大廈外牆懸掛孫中山、蔣介石的畫像及中華民國國旗；徙置區職員登報道歉，並向孫蔣畫像下跪叩頭認錯。群眾的要求不獲當局答覆，因此與警員對峙。
10月10日下午2時，警務處助理處長奉召親率六十名配備全套防暴裝備的警察到場戒備。直到2時25分左右，兩名徙置處職員離開辦公室時被群眾追打，群眾不滿警員出手營救，於是從附近的雜貨店取出汽水瓶向警員投擲。防暴警察於是施放四枚催淚彈驅散群眾。至2時30分，四隊約360人的防暴隊抵達現場支援，其中一隊防暴警察正處理大樓傳出的火煙時，被群眾從兩座徙置樓宇之騎樓上拋擲石塊，於是再發射三枚催淚彈。警員其後發現群眾將徙置區辦公室破壞一空，大批傢俬及檔案被縱火焚燒。直到下午3時30分，警方認為事件大致平息，兩隊防暴警察在現場戒備，青山道重開。

### 10月11日

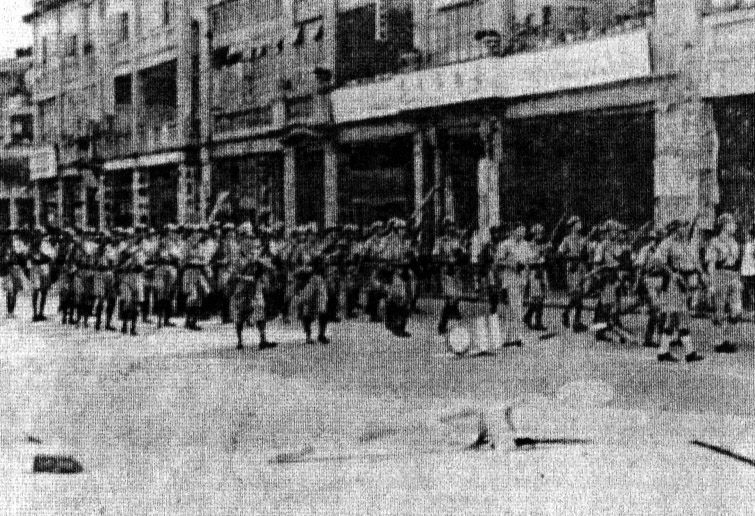
防暴隊於旺角一帶驅散群眾

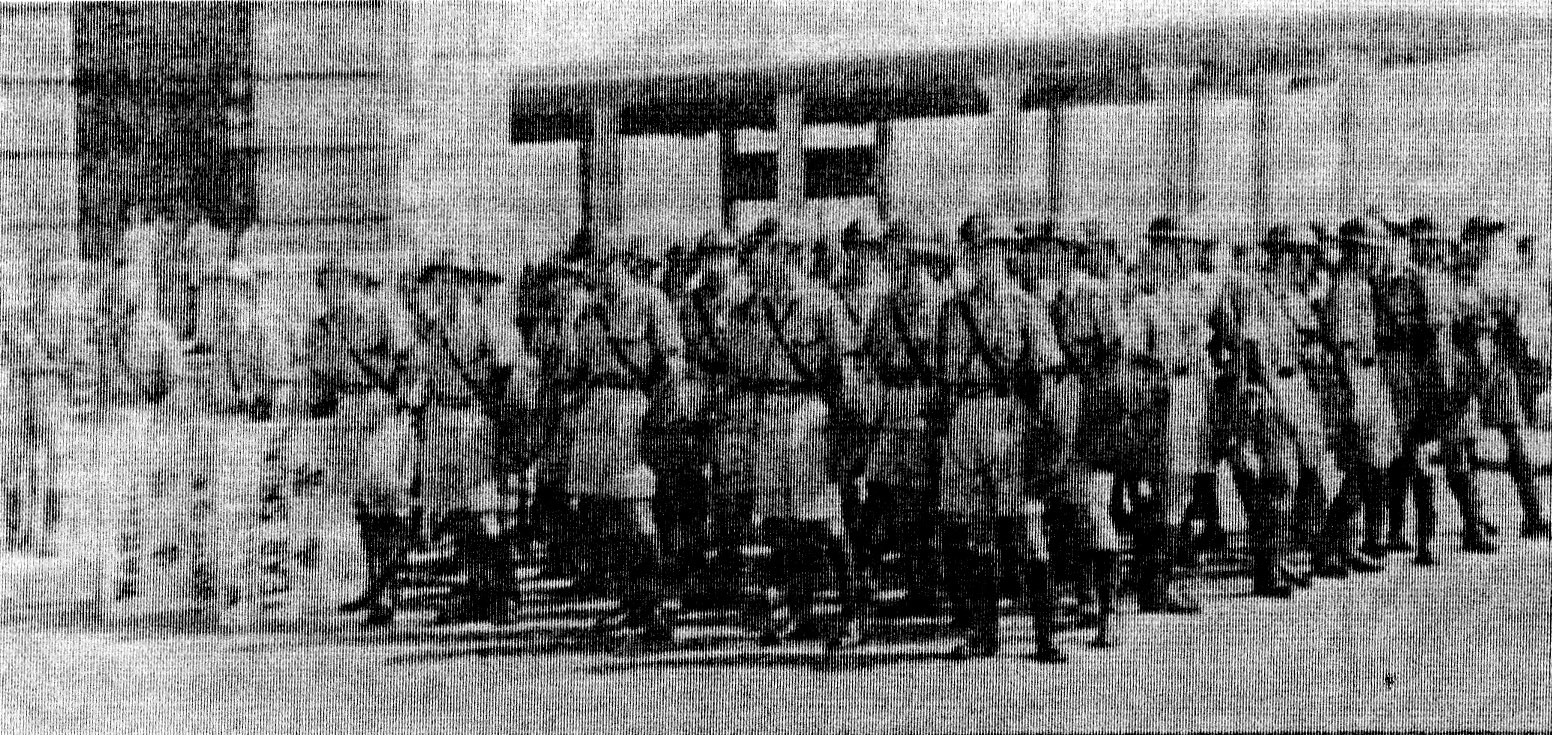
駐守港島的防暴隊於尖沙咀鐘樓集合調防

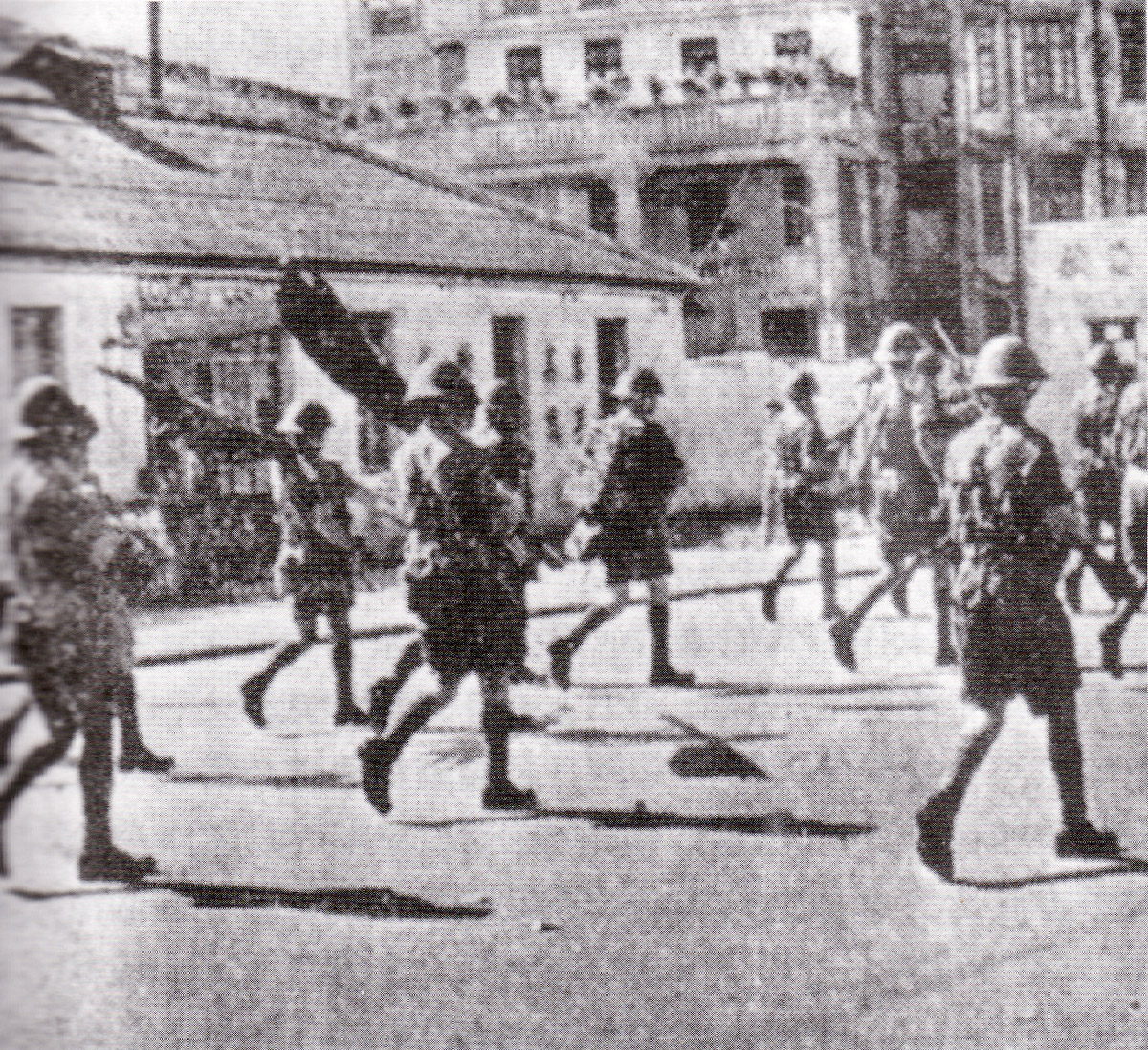
英軍與防暴隊聯合巡邏，最終平息事件

10月11日上午10時，群眾再度集結，青山道的南華玩具廠、中建國貨公司、廣州鋼窗廠先後被襲擊，嘉頓廠房再度被群眾掠奪及縱火。深水埗、旺角及油麻地一帶繼續有破坏事件。部份地區被右派工會和三合會封鎖後，路過者被要求掛上「青天白日滿地紅旗」方准放行；未有此國旗者只能以5元至20元不等（當時原價為5角）的高價，即場向三合會買旗。由於情況未受控制，警務處處長麥士維下達命令：「對暴動不惜以任何需要之方法儘速加以控制，如因情況需要時，應斷然對群眾開槍」。衝突仍然持續，深水埗郵局被襲，多處有車輛被焚燒，外國人亦成為襲擊目標，群眾截停外國人駕駛的車輛，拖出乘客拳打腳踢。其中，瑞士駐港領事館的副領事兼參贊恩斯特（Fritz Ernst）及其夫人，在下午1時許乘搭的士駛經大埔道及青山道交匯處，被群眾把的士推翻並縱火焚燒，事件造成兩名群眾及副領事夫人死亡、副領事重傷。警方在場拘捕7名參與事件的群眾並開槍槍殺8位示威者。。當天的冲突蔓延至荃灣，英軍前往鎮壓，拘捕百餘人；其中香港大公報指控中國國民黨特務令暴徒縱火搶掠。
中午12時30分，輔政司戴維德代理休假的港督葛量洪主持會議，檢討騷亂局勢，並決定出動駐港英軍協助镇压。駐港英軍派出三營步兵連同偵察車開往九龍，協助警方防暴隊於下午2時重新佈防，逐步穩定場面。
下午4時30分左右，有50多名女工集結在寶星紗廠外，高唱《反攻大陸》及《幾時回家鄉》等歌曲。
當天下午6時30分左右，群眾再度集結，並於傍晚7時展示大型的中華民國國旗，並開始強行衝擊警察的防線，不時向警員擲石。
當天傍晚，政府決定當日下午7時30分至10月12日上午10時在九龍實施戒嚴，期間所有公共交通停止服務，渡海小輪及九廣鐵路英段（今港鐵東鐵線）停駛，部分公共服務停頓，其後將戒嚴延至10月14日上午10時，為香港歷史上的首次戒嚴。三營陸軍步兵則進駐各區警署，將九龍分為三個防衛區：第一營負責九龍西北一帶的主要暴動地區，南至界限街；第二營負責界限街至柯士甸道一帶的旺角及油麻地等地，東至九廣鐵路沿線以西；第三營負責九廣鐵路沿線以東的東九龍地區。駐港英軍更於10月11日傍晚至10月14日實施空中偵察，駐港皇家空軍及香港空軍輔助隊共出勤25架次，監視騷亂的最新發展。西九龍地區的局勢雖然逐步穩定下來，但冲突蔓延到九龍城、土瓜灣及荃灣等地。
下午5時許，有2千多名民眾大肆破壞停泊九龍城巴士總站（現世運公園）的巴士，位於侯王道的長城製片廠及萬里片場被搶掠。紅磡黃埔船塢在傍晚有群眾集結，向警察擲石，警方其後開火還擊並動用裝甲車驅散群眾；觀塘道三間小型工廠、李鄭屋、大坑東、牛頭角及何文田等徙置區在10月11日至12日期間，均有零星的縱火報告。
10月11日晚上，群眾先後衝擊荃灣西約會德豐紗廠、東南紗廠、寶星二廠及南海紗廠，要求廠方掛上中華民國國旗、開除左派工人、承認右派工會、日後僱請員工要得到右派工會同意等。群眾又到工聯會工人醫療所、紡織染工會福利部及絲織工會福利部所在的木綿下村，以及位於海壩村的搪瓷工會荃灣分會，在上述左派機構大肆搶掠縱火，毆打職員。
晚上8時10分，防暴隊再次施放催淚彈驅散群眾，但群眾在青山道及東京街交界再次聚集，試圖擴大騷亂的範圍。然而，正當李鄭屋徙置區的騷亂正逐步平息之際，一群由三合會十四K及和安樂的黑幫成員攜帶中華民國國旗，在晚上10時率群由石硤尾徙置區出發，並在大埔道及青山道交匯處集結，群眾向車輛擲石，襲擊附近的嘉頓廠房。警方其後封閉多條道路，禁止新界及九龍南部的車輛直往騷亂地區，並調派五支防暴隊在場驅散群眾，政治部探員亦到場進行調查。由於群眾四處集結分散，使得主要以警棍及催淚煙作為武器的防暴隊難以應付。
此時，兩部奉召前往青山道的消防車駛進大埔道及青山道交匯處時，被群眾擲石襲擊，其中一輛的司機頭部受傷，消防車失控撞上行人路，釀成2死及多人受傷。到場拯救的救護車被群眾襲擊，隨後到場的一輛陸軍救護車的司機被硬物擊中，失控撞上已失事的消防車。前往現場視察的副消防局長所乘坐的吉普車，駛至大埔道與南昌街交界附近，被群眾截停推翻並縱火焚燒。警方隨後增援至11隊防暴隊在場，但冲突已經蔓延至長沙灣及旺角一帶，群眾於凌晨試圖衝擊位於旺角道的旺角警署，騷亂一直蔓延到柯士甸道，群眾化整為零的搗毀劫掠，更衝擊左派工會及學校，一直持續到凌晨5點才回復平靜。

### 後續
10月12日，港英政府發布九龍半島戒嚴令。10月13日，香港警方大肆掃蕩參與示威中人員，總共拘捕6,000多人。
10月14日，警方與駐港英軍逐步平息事態後，大舉搜捕參與暴動的人士，在李鄭屋、大坑東等地拘捕1千多人，並根據1956年10月14日制定《1956年非常時期（拘留）規例》有權無須經過裁判司署審理而拘留疑犯14天，以便偵訊，經港督酌定後可將扣留期間再度延長14天。
最後暴亂在11月14日平息，總共最少造成60人死亡，300人受傷，超過1,000人被捕，當中部份人被逮解出境後選擇前往台灣，當中較著名的包括時任中國國民黨港澳總支部秘書，曾在1980年代出任僑務委員會委員長的曾廣順。

## 反應

### 英屬香港
1956年10月12日，香港政府發佈九龍半島戒嚴令。1956年10月16日，九龍及新界全面解嚴，港督葛量洪召開記者會，認為九龍動亂源於黑社會鼓動，又稱中共政府對港府的指責是干預內政。
10月16日下午，香港總督葛量洪在記者會反駁北京方面的抗議，認為北京「干預內政」，並指沒有充分證據證明暴動由國民黨策劃。

### 中华人民共和国
1956年10月15日，時任中華人民共和國總理的周恩來強烈要求香港政府鎮壓暴動，並於當日及16日約見英國駐華代辦歐念儒提出嚴重抗議，指責香港政府在九龍騷亂事件中鎮壓不力，致使人員、財物損失慘重。
1956年12月16日，港九工會聯合會荃灣工會工人醫療所助理護士古惠貞在「廣州省市人民慰問九龍暴亂事件受害同胞大會」上作證，稱一名工人醫療所的助理護士報稱遭到輪姦。

### 英国
1956年12月23日，港督葛量洪將《九龍及荃灣暴動報告書》送呈殖民地事務大臣，指出無證據顯示事件是有預謀發動，他認為是一些思想傾向支持中國國民黨政權的三合會成員群眾試圖擾亂香港的社會秩序，而達致其犯罪目的。葛量洪所持的主要理由包括：暴動範圍僅局限在九龍地區，而未有組織性的蔓延到港島地區；次暴動的中心－九龍北部，一直是香港罪案率偏高的地區；暴力事件多為中國國民黨支持者與三合會成員連結，向左派工會清算舊帳，試圖奪取勞工界的主導權，堅稱騷亂並無鮮明之政治目的。
雙十暴動發生後的翌年，由於暴動顯示中共及國民黨勢力滲透香港導致政局不穩，英國政府曾經非常認真考慮應否放棄香港，最後沒有成事，原因之一是港督葛量洪語氣強硬、激烈反對。

## 評論
左派作家劉蜀永在1998年4月初版的《簡明香港史》宣稱，1950年代為逃離戰火而來港的大量內地难民謀生艱難，經濟情況不佳，加上国民党与共产党在中国内战中失败的政治挫敗感，最終釀成騷亂。

## 流行文化
- 1991年電影《五億探長雷洛傳》（劉國昌導演；劉德華、張敏、邱淑貞、秦沛主演）當中有以雙十暴動為背景的片段。
- 1993年電影《一代枭雄之三支旗》（黃泰來導演；呂良偉、葉玉卿主演）部分情節描述雙十暴動的發展經過。

## 外部連結
| 香港史上最多人死亡的騷亂 | 第二多人死亡： 1967年六七暴動（51死800傷） | 第三多人死亡： 1992年石岗越南船民骚乱（24死126傷） |

1. ↑  當時雖稱為「防暴警察」，惟僅為臨時編制並非正式單位，現今編制的警察機動部隊於1958年才因應雙十暴動而創建。